# Steenbraamroest
De steenbraamroest (Phragmidium acuminatum) is een schimmel behorend tot de familie Phragmidiaceae. De schimmel is een biotrofe parasiet, die voorkomt op de steenbraam.

## Kenmerken
Aecia
De meeste, gele, 0,3-0,5 mm grote aecia zitten op de achterkant van het blad en worden omringd door gebogen, worstvormige, 50-75 × 5- 8 µm grote parafysen, die een afgeronde top hebben. Op de bladnerven kunnen de aecia tot 5 mm lang zijn. Ze hebben geen peridium. De gele, bolvormige tot breed ellipsvormige, 18-28 × 16-22 µm grote aeciosporen zitten in ketens en hebben weinig, puntige wratten op de wand. Hun wand is 2-3 µm dik en ze hebben 3-7 kiemporen. 
Uredinia
De oranje, poedervormige, 0,5-2,0 mm grote uredinia lijken op de aecia en zitten op de achterkant van het blad. De min of meer ronde of omgekeerd eironde, 18-28 × 15-20 µm grote urediniosporen zijn gesteeld, maar zitten niet in ketens. Ze hebben een 1-2 µm dikke wand en 5-6, verspreid liggende kiemporen.
Telia
De zwarte, kussenvormige telia zitten  verspreid of in groepen op de achterkant van het blad. De donkerbruine, cilindrische of spoelvormige, 52-110 × 25-32 µm grote teliosporen bestaan uit 3-6 cellen, die een met fijne wratten dicht bezette wand hebben. De wand is 3-4 µm dik. De top heeft een spitsje. De blijvende, kleurloze steel is tot 160 µm lang en aan de basis breder.

## Verspreiding
De schimmel komt voor in Europa en Azië.